# Coelopencyrtus asperithorax
Coelopencyrtus asperithorax är en stekelart som först beskrevs av Rayment 1949.  Coelopencyrtus asperithorax ingår i släktet Coelopencyrtus och familjen sköldlussteklar. Inga underarter finns listade i Catalogue of Life.